# Ipomoea nitida
Ipomoea nitida är en vindeväxtart som beskrevs av August Heinrich Rudolf Grisebach och Paul Pablo Günther Lorentz. Ipomoea nitida ingår i släktet praktvindor, och familjen vindeväxter. Inga underarter finns listade i Catalogue of Life.